# رون سميث (لاعب كرة قدم بريطاني)
رون سميث (بالإنجليزية: Ron Smith)‏ هو مدرب كرة قدم ولاعب كرة قدم بريطاني، ولد في 5 مايو 1949 في لندن في المملكة المتحدة. لعب مع توتنهام هوتسبير ونادي ساوثال.